# Езіне (ільче)
39°47′09″ пн. ш. 26°20′23″ сх. д. / 39.7859291° пн. ш. 26.3396872° сх. д.
Езіне (тур. Ezine) — ільче (округ) у складі ілу Чанаккале на заході Туреччини. Адміністративний центр — місто Езіне.

## Склад
До складу ільче (округу) входить 2 буджаки (райони) та 50 населених пунктів (3 міста та 47 сіл):
| Поселення | Площа, км² | Населення, осіб (2011) | Центр  | Населені пункти |
| --------- | ---------- | ---------------------- | ------ | --------------- |
| Геїклі    | -          | 8397                   | Геїклі | 10              |
| Езіне     | -          | 23731                  | Езіне  | 40              |

### Найбільші населені пункти
| №  | Населений пункт | Населення, осіб (2011) |
| -- | --------------- | ---------------------- |
| 1  | Езіне           | 13 550                 |
| 2  | Геїклі          | 3 029                  |
| 3  | Махмудіє        | 1 605                  |
| 4  | Пинарбаши       | 1 091                  |
| 5  | Сарисьогют      | 1 013                  |
| 6  | Гьокчебайир     | 813                    |
| 7  | Юведжік         | 667                    |
| 8  | Четмі           | 640                    |
| 9  | Тавакли         | 575                    |
| 10 | Кумбурун        | 489                    |